# 军事家

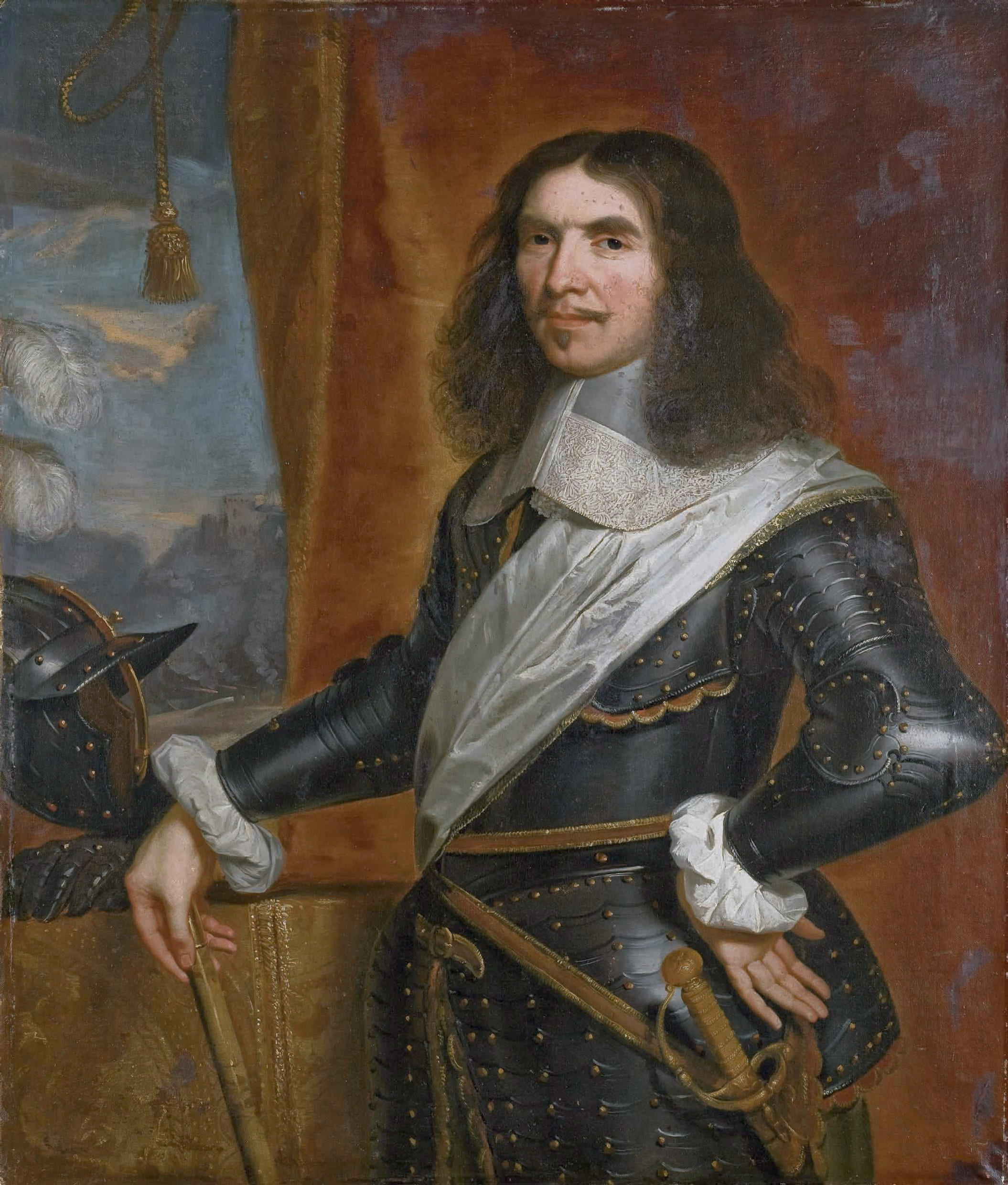
蒂雷納子爵亨利·德·拉圖爾多韋涅是17世紀著名的軍事名將

軍事家（英文：Strategist），為具有能對軍事活動實施正確指引或者是擅長具體負責軍事行動實施的人。依所擅長之不同，可以再細分為戰略家和戰術家及軍事理論家。

## 類別

### 戰略軍事家
擅長於軍事戰略與統籌，負責戰爭部署以及兵器研發的方向、情報等，同時也是戰爭的總指揮。

### 戰術軍事家
擅長於戰術等細節，也是戰略的執行層，要親臨一線進行指揮作戰，通常是將領或高階軍官。

### 軍事理論家
專長是研究或撰寫軍事理論與軍事學，可以是未曾參與戰爭的學者。